# Cinco Anillos de Moscú
Los Cinco Anillos de Moscú (oficialmente: Five rings of Moscow) es una carrera ciclista por etapas rusa disputada en Moscú y sus alrededores.
Como su nombre lo indica, la carrera está compuesta de 5 etapas, cada una correspondiente a un circuito o "anillo". A lo largo de los años, los "anillos" han sido: un anillo alrededor del Kremlin ("Anillo del Kremlin"), un anillo alrededor de la pista olímpica en Krylatskoye ("Anillo de Krylatskoe"), el denominado Anillo de los Jardines (Garden Ring) , un anillo en Colina de los Gorriones ("Anillo de Gorrión"), un anillo a lo largo de Terraplén de Luzhnetskaya ("Luzhnetsky Ring").
La carrera fue en 1993 como amateur, desde la creación de los Circuitos Continentales UCI en 2005 forma parte del UCI Europe Tour, dentro de la categoría 2.2 (última categoría del profesionalismo).

## Palmarés
| Año                       | Ganador              | Segundo             | Tercero              |
| ------------------------- | -------------------- | ------------------- | -------------------- |
| ediciones amateur         |                      |                     |                      |
| 1993                      | Yuri Amelkhin        |                     |                      |
| 1994                      | Alexander Zaitsev    |                     |                      |
| 1995                      | Sergei Kuznetsov     |                     |                      |
| 1996                      | Roman Fadeyev        |                     |                      |
| 1997                      | Oleg Grishkin        |                     |                      |
| 1998                      | Dimitri Galkin       |                     |                      |
| 1999                      | Sergey Koudentsov    |                     |                      |
| 2000                      | Dmitry Gorbachev     |                     |                      |
| 2001                      | Ivan Terenin         |                     |                      |
| 2002                      | Andrey Pchelkin      | Ivan Terenin        | Mikhail Mikheev      |
| 2003                      | Andrey Pchelkin      | Yevgueni Sokolov    | Sergej Polukhine     |
| 2004                      | Ivan Terenin         |                     |                      |
| ediciones profesionales   |                      |                     |                      |
| 2005                      | Eduard Vorganov      | Vladislav Borísov   | Yevgueni Sokolov     |
| 2006                      | Alexandr Jatuntsev   | Denys Kostiuk       | Aleksandr Kuschynski |
| 2007                      | Aleksandr Kuschynski | Serguéi Firsánov    | Aleksandr Mirónov    |
| 2008                      | Denís Galimziánov    | Aleksandr Mirónov   | Дмитро Кривцов       |
| 2009                      | Timoféi Kritski      | Andreas Schillinger | Dirk Müller          |
| 2010                      | Serguéi Firsánov     | Sergey Rudaskov     | Vitali Popkov        |
| 2011                      | Serguéi Firsánov     | Ivan Stévic         | Grischa Janorschke   |
| 2012                      | Ígor Bóyev           | Ivan Stévic         | Dirk Müller          |
| 2013                      | Maksim Rázumov       | Denys Kostiuk       | Serguéi Klímov       |
| 2014                      | Andréi Soloménnikov  | Serguéi Lagutín     | Oleksandr Polivoda   |
| 2015                      | Oleksandr Polivoda   | Andriy Khripta      | Andréi Soloménnikov  |
| 2016 edición no realizada |                      |                     |                      |
| 2017                      | Yuri Trofímov        | Vladislav Duiunov   | Evgeny Kobernyak     |
| 2018                      | Andrey Prostokishin  | Kiril Pozdniakov    | Artur Yershov        |
| 2019                      | Yauhen Sobal         | Gleb Kugayevsky     | Vladislav Duiunov    |
| 2021                      | Igor Frolov          | Roman Maikin        | Dmitri Puzanov       |
| 2022                      | Andrei Stepanov      | Evgeny Tikhonin     | Petr Rikunov         |
| 2023                      | Petr Rikunov         | Ilia Shchegolkov    | Yauheni Karaliok     |
| 2024                      | Lev Gonov            | Iván Smirnov        | Ilia Shchegolkov     |
| 2025                      | Yauheni Karaliok     | Vadim Grechishkin   | Savva Novikov        |

## Palmarés por países
| País        | Victorias |
| ----------- | --------- |
| Rusia       | 27        |
| Bielorrusia | 3         |
| Ucrania     | 1         |